# Rząd Leszka Millera
Rząd Leszka Millera – Rada Ministrów pod kierownictwem premiera Leszka Millera, powołana przez prezydenta Aleksandra Kwaśniewskiego 19 października 2001 (po wygranych przez koalicję SLD-UP wyborach parlamentarnych z 23 września). Przejął władzę po ustąpieniu rządu Jerzego Buzka.
26 października 2001 po wygłoszeniu przez premiera exposé rząd otrzymał od Sejmu wotum zaufania stosunkiem głosów 306:140 (przy 1 wstrzymującym) przy większości bezwzględnej wynoszącej 231 głosów. Za udzieleniem wotum zagłosowały kluby Sojuszu Lewicy Demokratycznej, Samoobrony Rzeczpospolitej Polskiej, Polskiego Stronnictwa Ludowego i Unii Pracy, a przeciw były kluby Platformy Obywatelskiej, Prawa i Sprawiedliwości oraz Ligi Polskich Rodzin. SLD i UP zawarły koalicję rządową z PSL. 3 marca 2003 ministrowie z PSL zostali odwołani.
13 czerwca 2003 rząd mniejszościowy Leszka Millera stosunkiem głosów 236:213 otrzymał od Sejmu wotum zaufania w trybie artykułu 160 Konstytucji RP. Za jego udzieleniem głosowały kluby SLD i UP, koła Partii Ludowo-Demokratycznej i (z wyjątkiem lidera, który był przeciw) Polskiego Bloku Ludowego, a także niemal wszyscy posłowie niezrzeszeni (w liczbie 13). Przeciw wotum zaufania opowiedziały się kluby PO, PiS, PSL, Samoobrony RP i LPR, a także koła Stronnictwa Konserwatywno-Ludowego – Ruch Nowej Polski, Ruchu Katolicko-Narodowego, Porozumienia Polskiego i Ruchu Odbudowy Polski.
Premier wraz z rządem ustąpił 2 maja 2004. Prezydent Aleksander Kwaśniewski dymisję przyjął i powołał 2 maja 2004 rząd Marka Belki.

## Wotum zaufania 26 października 2001
| Klub                                                 | Klub                         | Głosowanie | Głosowanie     | Głosowanie | Nieobecni |
| Klub                                                 | Klub                         | Za         | Wstrzymali się | Przeciw    | Nieobecni |
| ---------------------------------------------------- | ---------------------------- | ---------- | -------------- | ---------- | --------- |
|                                                      | Sojusz Lewicy Demokratycznej | 196        | 0              | 1          | 3         |
|                                                      | Platforma Obywatelska        | 0          | 0              | 62         | 3         |
|                                                      | Samoobrona RP                | 53         | 0              | 0          | 0         |
|                                                      | Prawo i Sprawiedliwość       | 0          | 0              | 42         | 1         |
|                                                      | Polskie Stronnictwo Ludowe   | 40         | 0              | 0          | 0         |
|                                                      | Liga Polskich Rodzin         | 1          | 1              | 32         | 2         |
|                                                      | Unia Pracy                   | 14         | 0              | 0          | 2         |
|                                                      | Posłowie niezrzeszeni        | 2          | 0              | 3          | 0         |
| ŁĄCZNIE                                              | ŁĄCZNIE                      | 306        | 1              | 140        | 13        |
| Większość bezwzględna: 224, wotum zaufania udzielono |                              |            |                |            |           |

## Wotum zaufania 13 czerwca 2003
| Klub/koło                                       | Klub/koło                        | Głosowanie | Głosowanie     | Głosowanie | Nieobecni |
| Klub/koło                                       | Klub/koło                        | Za         | Wstrzymali się | Przeciw    | Nieobecni |
| ----------------------------------------------- | -------------------------------- | ---------- | -------------- | ---------- | --------- |
|                                                 | Sojusz Lewicy Demokratycznej     | 192        | 0              | 0          | 1         |
|                                                 | Platforma Obywatelska            | 0          | 0              | 56         | 0         |
|                                                 | Prawo i Sprawiedliwość           | 0          | 0              | 43         | 0         |
|                                                 | Polskie Stronnictwo Ludowe       | 1          | 0              | 35         | 3         |
|                                                 | Samoobrona RP                    | 1          | 0              | 29         | 7         |
|                                                 | Liga Polskich Rodzin             | 0          | 0              | 28         | 0         |
|                                                 | Unia Pracy                       | 16         | 0              | 0          | 0         |
|                                                 | Posłowie niezrzeszeni            | 13         | 0              | 2          | 0         |
|                                                 | Partia Ludowo-Demokratyczna      | 9          | 0              | 0          | 0         |
|                                                 | Stronnictwo Konserwatywno-Ludowe | 0          | 0              | 8          | 0         |
|                                                 | Polski Blok Ludowy               | 4          | 0              | 1          | 0         |
|                                                 | Ruch Katolicko-Narodowy          | 0          | 0              | 5          | 0         |
|                                                 | Porozumienie Polskie             | 0          | 0              | 3          | 0         |
|                                                 | Ruch Odbudowy Polski             | 0          | 0              | 3          | 0         |
| ŁĄCZNIE                                         | ŁĄCZNIE                          | 236        | 0              | 213        | 11        |
| Większość zwykła: 225, wotum zaufania udzielono |                                  |            |                |            |           |

## Rada Ministrów Leszka Millera (2001–2004)
| Funkcja                                          | Imię i nazwisko               | Imię i nazwisko             | Czas pełnienia funkcji    | Czas pełnienia funkcji |
| Funkcja                                          | Imię i nazwisko               | Imię i nazwisko             | Od                        | Do                     |
| ------------------------------------------------ | ----------------------------- | --------------------------- | ------------------------- | ---------------------- |
| Prezes Rady Ministrów                            |                               | Leszek Miller (SLD)         | 19 października 2001(dts) | 2 maja 2004(dts)       |
| Przewodniczący Komitetu Integracji Europejskiej  | 19 października 2001(dts)     | Leszek Miller (SLD)         | 2 maja 2004(dts)          |                        |
| Wiceprezes Rady Ministrów                        | Marek Belka (SLD)             | 19 października 2001(dts)   | 6 lipca 2002(dts)         |                        |
| Minister finansów                                | Marek Belka (SLD)             | 19 października 2001(dts)   | 6 lipca 2002(dts)         |                        |
| Wiceprezes Rady Ministrów                        |                               | Jarosław Kalinowski (PSL)   | 19 października 2001(dts) | 3 marca 2003(dts)      |
| Minister rolnictwa i rozwoju wsi                 | 19 października 2001(dts)     | Jarosław Kalinowski (PSL)   | 3 marca 2003(dts)         |                        |
| Wiceprezes Rady Ministrów                        |                               | Marek Pol (UP)              | 19 października 2001(dts) | 2 maja 2004(dts)       |
| Minister infrastruktury                          | 19 października 2001(dts)     | Marek Pol (UP)              | 2 maja 2004(dts)          |                        |
| Minister kultury                                 |                               | Andrzej Celiński (SLD)      | 19 października 2001(dts) | 6 lipca 2002(dts)      |
| Minister spraw zagranicznych                     | Włodzimierz Cimoszewicz (SLD) | 19 października 2001(dts)   | 2 maja 2004(dts)          |                        |
| Minister pracy i polityki społecznej             | Jerzy Hausner (SLD)           | 19 października 2001(dts)   | 7 stycznia 2003(dts)      |                        |
| Minister gospodarki, pracy i polityki społecznej | Jerzy Hausner (SLD)           | 7 stycznia 2003(dts)        | 2 maja 2004(dts)          |                        |
| Wiceprezes Rady Ministrów                        | Jerzy Hausner (SLD)           | 16 czerwca 2003(dts)        | 2 maja 2004(dts)          |                        |
| Minister spraw wewnętrznych i administracji      | Krzysztof Janik (SLD)         | 19 października 2001(dts)   | 21 stycznia 2004(dts)     |                        |
| Minister skarbu państwa                          | Wiesław Kaczmarek (SLD)       | 19 października 2001(dts)   | 7 stycznia 2003(dts)      |                        |
| Minister nauki                                   |                               | Michał Kleiber              | 19 października 2001(dts) | 2 maja 2004(dts)       |
| Minister zdrowia                                 |                               | Mariusz Łapiński (SLD)      | 19 października 2001(dts) | 17 stycznia 2003(dts)  |
| Minister edukacji narodowej i sportu             | Krystyna Łybacka (SLD)        | 19 października 2001(dts)   | 2 maja 2004(dts)          |                        |
| Minister gospodarki                              | Jacek Piechota (SLD)          | 19 października 2001(dts)   | 7 stycznia 2003(dts)      |                        |
| Minister sprawiedliwości                         |                               | Barbara Piwnik              | 19 października 2001(dts) | 6 lipca 2002(dts)      |
| Minister obrony narodowej                        |                               | Jerzy Szmajdziński (SLD)    | 19 października 2001(dts) | 2 maja 2004(dts)       |
| Minister środowiska                              |                               | Stanisław Żelichowski (PSL) | 19 października 2001(dts) | 3 marca 2003(dts)      |
| Wiceprezes Rady Ministrów                        |                               | Grzegorz Kołodko            | 6 lipca 2002(dts)         | 16 czerwca 2003(dts)   |
| Minister finansów                                | 6 lipca 2002(dts)             | Grzegorz Kołodko            | 16 czerwca 2003(dts)      |                        |
| Minister kultury                                 | Waldemar Dąbrowski            | 6 lipca 2002(dts)           | 2 maja 2004(dts)          |                        |
| Minister sprawiedliwości                         |                               | Grzegorz Kurczuk (SLD)      | 6 lipca 2002(dts)         | 2 maja 2004(dts)       |
| Minister skarbu państwa                          | Sławomir Cytrycki (SLD)       | 7 stycznia 2003(dts)        | 2 kwietnia 2003(dts)      |                        |
| Minister-członek Rady Ministrów                  | Lech Nikolski (SLD)           | 7 stycznia 2003(dts)        | 2 maja 2004(dts)          |                        |
| Minister zdrowia                                 |                               | Marek Balicki               | 17 stycznia 2003(dts)     | 2 kwietnia 2003(dts)   |
| Minister środowiska                              |                               | Czesław Śleziak (SLD)       | 3 marca 2003(dts)         | 2 maja 2004(dts)       |
| Minister rolnictwa i rozwoju wsi                 |                               | Adam Tański                 | 3 marca 2003(dts)         | 2 lipca 2003(dts)      |
| Minister skarbu państwa                          | Piotr Czyżewski               | 2 kwietnia 2003(dts)        | 21 stycznia 2004(dts)     |                        |
| Minister zdrowia                                 |                               | Leszek Sikorski (SLD)       | 2 kwietnia 2003(dts)      | 2 maja 2004(dts)       |
| Minister-członek Rady Ministrów                  |                               | Danuta Hübner               | 16 czerwca 2003(dts)      | 30 kwietnia 2004(dts)  |
| Minister finansów                                | Andrzej Raczko                | 16 czerwca 2003(dts)        | 2 maja 2004(dts)          |                        |
| Minister rolnictwa i rozwoju wsi                 |                               | Wojciech Olejniczak (SLD)   | 2 lipca 2003(dts)         | 2 maja 2004(dts)       |
| Wiceprezes Rady Ministrów                        | Józef Oleksy (SLD)            | 21 stycznia 2004(dts)       | 21 kwietnia 2004(dts)     |                        |
| Minister spraw wewnętrznych i administracji      | Józef Oleksy (SLD)            | 21 stycznia 2004(dts)       | 21 kwietnia 2004(dts)     |                        |
| Minister skarbu państwa                          | Zbigniew Kaniewski (SLD)      | 28 stycznia 2004(dts)       | 2 maja 2004(dts)          |                        |

## W dniu zaprzysiężenia 19 października 2001
- Leszek Miller (SLD) – prezes Rady Ministrów, przewodniczący Komitetu Integracji Europejskiej
- Marek Belka (SLD) – wiceprezes Rady Ministrów, minister finansów
- Jarosław Kalinowski (PSL) – wiceprezes Rady Ministrów, minister rolnictwa i rozwoju wsi
- Marek Pol (UP) – wiceprezes Rady Ministrów, minister infrastruktury
- Andrzej Celiński (SLD) – minister kultury
- Włodzimierz Cimoszewicz (SLD) – minister spraw zagranicznych
- Jerzy Hausner (SLD) – minister pracy i polityki społecznej
- Krzysztof Janik (SLD) – minister spraw wewnętrznych i administracji
- Wiesław Kaczmarek (SLD) – minister skarbu państwa
- Michał Kleiber (bezpartyjny) – minister nauki
- Mariusz Łapiński (SLD) – minister zdrowia
- Krystyna Łybacka (SLD) – minister edukacji narodowej i sportu
- Jacek Piechota (SLD) – minister gospodarki
- Barbara Piwnik (bezpartyjna) – minister sprawiedliwości
- Jerzy Szmajdziński (SLD) – minister obrony narodowej
- Stanisław Żelichowski (PSL) – minister środowiska